# Port, Ain
Port är en kommun i departementet Ain i regionen Auvergne-Rhône-Alpes i östra Frankrike. Kommunen ligger  i kantonen Nantua som ligger i arrondissementet Nantua. Kommunens areal är 4,25 km². År 2022 hade Port 843 invånare.

## Befolkningsutveckling
Antalet invånare i kommunen Port
Referens: INSEE